# Negazione dell'antecedente
La negazione dell'antecedente è una fallacia argomentativa di tipo formale, in cui dalla negazione di una premessa si giunge a negare la conclusione.
Esempio:
"Se il gatto dorme i topi ballano. Il gatto non dorme, quindi i topi non ballano."
L'argomento ha il seguente schema logico:
A {\displaystyle \rightarrow } B
¬ A
{\displaystyle \vdash }¬ B
Il ragionamento è chiaramente invalido: i topi potrebbero ballare anche se il gatto è sveglio.
Dal punto di vista formale, è invece corretto che la negazione della conclusione giunga a negare la premessa (regola di inferenza del modus tollens): 
"Se il gatto dorme i topi ballano. I topi non ballano, quindi il gatto non dorme."